# 硫化ケイ素
硫化ケイ素（硫化珪素、りゅうかけいそ）（英語、silicon sulfide）とは、ケイ素に硫黄が化合した化合物である。一硫化ケイ素と二硫化ケイ素とが知られているものの、いずれも不安定な化合物である。

## 一硫化ケイ素
一硫化ケイ素（英語、silicon monosulfide）は、黄色の針状結晶をしている。SiS。比重1.853 (g/cm3)。水とは激しく反応し、一硫化ケイ素は分解して、水酸化ケイ素と硫化水素となる。空気中に存在する水分に曝されるだけでも分解が起こるくらい、水に対して不安定である。またエタノールとも反応して、やはり一硫化ケイ素は分解する。
一硫化ケイ素の製法は、
- 二酸化ケイ素と硫化鉄
- 二酸化ケイ素と硫化亜鉛
- フェロシリコンと硫化鉄
- フェロシリコンと硫黄

以上のいずれかの組み合わせの混合物を、1000℃以上に加熱して反応させて生成した物を、真空昇華法によって精製すると得られる。

## 二硫化ケイ素
二硫化ケイ素（英語、silicon disulfide）は、白色の針状結晶、または、灰色の針状結晶をしている。SiS2。比重2.02 (g/cm3)。融点1090℃。水に接触するのはもちろんのこと、空気中に存在する水分によってですら、二硫化ケイ素は分解して、水酸化ケイ素と硫化ケイ素となる。また、空気中で加熱すると、燃焼して酸素と化合し、二酸化ケイ素と二酸化硫黄となる。なお、エタノールと二硫化ケイ素が反応すると、オルトケイ酸テトラエチルを生ずる。